# Stockholm (navire, 1940)
Pour la ville éponyme, voir Stockholm. Pour les autres homonymes, voir Stockholm (homonymie).
Le Stockholm est un paquebot construit en 1940 par les chantiers Cantieri Riuniti dell'Adriatico de Monfalcone afin de remplacer le Stockholm, un paquebot commandé trois ans plus tôt par la Swedish American Line et détruit par un incendie au cours de sa construction le 19 décembre 1938. 
Une fois achevé, le Stockholm est refusé par la Swedish American Line qui explique son refus par la Seconde Guerre mondiale et par une stabilité insuffisante. Réquisitionné par les nazis à la suite de l'armistice italien, il est attaqué par la Royal Air Force et chavire à Trieste le 6 juillet 1944. Il est renfloué en 1948 et détruit à Muggia.

## Historique
Le Stockholm est un paquebot construit en 1940 par les chantiers Cantieri Riuniti dell'Adriatico de Monfalcone afin de remplacer le Stockholm, un paquebot commandé trois ans plus tôt par la Swedish American Line et détruit par un incendie au cours de sa construction le 19 décembre 1938. 
Une fois achevé, le Stockholm est refusé par la Swedish American Line qui explique son refus par la Seconde Guerre mondiale et par une stabilité insuffisante. Le 2 novembre 1941, il est acquis par la compagnie Italia Navigazione qui le renomme Sabaudia et le désarme à Trieste, en attendant la fin de la guerre. 
Le 8 septembre 1943, l’Italie signe l’armistice avec le Troisième Reich. Par conséquent, le pays est occupé par les Nazis. Le lendemain, le Sabaudia est réquisitionné par l’occupant qui le transforme en navire de logements pour les troupes nazis. Le 6 juillet 1944, il est bombardé par des avions de la Royal Air Force et prend feu. Il chavire quelques jours plus tard. En 1948, l'épave est renflouée et détruite aux chantiers de Muggia.
En 1946, la Swedish American Line commandera un nouveau Stockholm après la guerre. Ce dernier sera construit à Göteborg et s'illustrera le 25 juillet 1956 en éperonnant le paquebot italien Andrea Doria, mais naviguera encore sous plusieurs autres noms (Astoria depuis 2016).

## Sources
- (sv) L'histoire du Stockholm III sur Fakta Om Fartyg
- (sv) L'histoire du Stockholm III
- (en) Le Stockholm III sur The Great Ocean Liners (3° paragraphe en partant de la fin)